# Lennart Petrell
Lennart Petrell (ur. 13 kwietnia 1984 w Helsinkach) – fiński hokeista, reprezentant Finlandii.

## Kariera
- HIFK U16 (1999-2000)
- Karhu-Kissat (2000-2001)
- Karhu-Kissat U20 (2000-2001)
- HIFK U18 (2001-2002)
- HIFK U20 (2002-2004)
- HIFK (2004-2011)
  -  Suomi U20 (2004)
- Edmonton Oilers (2011-2013)
  -  Oklahoma City Barons (2011-2012)
  -  HIFK (2012-2013)
- Servette Genewa (2013-2014)
- Luleå (2014-2016)
- HIFK (2016-2021)

Wychowanek klubu Kojootit. Wieloletni zawodnik HIFK. Od czerwca 2011 zawodnik kanadyjskiej drużyny Edmonton Oilers. W styczniu 2012 krótkotrwale przekazany do klubu farmerskiego, Oklahoma City Barons. W czerwcu 2012 przedłużył kontrakt z Oilers o rok. Od września 2012 do stycznia 2013 na okres lokautu w sezonie NHL (2012/2013) związany kontraktem z macierzystym klubem HIFK. Po rozegraniu skróconego sezonu NHL, w sierpniu 2013 został zawodnikiem szwajcarskiej drużyny Servette Genewa, związany rocznym kontraktem. Od maja 2014 zawodnik szwedzkiego klubu Luleå. Od maja 2016 ponownie zawodnik HIFK. Przedłużał kontrakt z klubem w maju 2017 o dwa lata, w lutym 2019 o dwa lata. Po sezonie 2020/2021 zakończył karierę.
W kadrze Finlandii występował dotąd m.in. w turniejach Euro Hockey Tour.

## Sukcesy
Reprezentacyjne
- Brązowy medal mistrzostw świata juniorów do lat 20: 2004

Klubowe
- Brązowy medal mistrzostw Finlandii: 2004, 2018 z HIFK
- Złoty medal mistrzostw Finlandii: 2011 z HIFK
- Puchar Spenglera: 2013 z Servette Genewa
- Hokejowa Liga Mistrzów: 2015 z Luleå

Indywidualne
- SM-liiga (2010/2011):
  - Drugie miejsce w klasyfikacji strzelców w fazie play-off: 8 goli[12]
  - Czwarte miejsce w klasyfikacji kanadyjskiej w fazie play-off: 12 punktów[13]